# Philodendron eximium
Philodendron eximium är en kallaväxtart som beskrevs av Heinrich Wilhelm Schott. Philodendron eximium ingår i släktet Philodendron och familjen kallaväxter. Inga underarter finns listade.